# Aulacigaster vespertina
Aulacigaster vespertina – gatunek muchówki z podrzędu krótkoczułkich i rodziny Aulacigastridae.
Gatunek ten opisany został w 2011 roku przez Alessandrę Rung i Wayne’a Mathisa.
Muchówka o ciele długości od 2,8 do 3,3 mm i długości skrzydła od 2,7 do 2,9 mm. Nadustek jest wydłużony, ponad 3,5 raza dłuższy niż szeroki. Czoło ma pośrodku jedwabiście owłosione, szerokie i mocne wgłębienie. Płytka czołowo-orbitalna ubarwiona jest brązowo lub ciemnobrązowo. Wzgórek oczny ma nagą kropkę, sięgającą od przyoczka do ⅓ odległości do krawędzi oka złożonego, a ciemię jest nagie na większej części. Nie występuje środkowa szczecinka ciemieniowa. Czułki są jasnożółte do żółtawych i mogą być przyciemnione na wierzchu. Pierwszy człon biczyka jest wydłużony i pochylony. Ich stosunkowo długa arista ma prostą nasadową ⅓ z podwójnym rzędem odgałęzień oraz zygzakowato wyglądającą część wierzchołkową z naprzemiennie odchodzącymi gałązkami. Głaszczki mają barwę brązowawą i srebrzyste owłosienie. Na tułowiu tarczka jest trójkątna i silnie wysklepiona, a szczecinki środkowe grzbietu ustawione w jednym rzędzie. Skrzydła mają pośrodku brązowy znak, a u samca ich żyłka kostalna wyposażona jest w małe, ale silne kolce. Samiec ma placowate przysadki odwłokowe i w połowie tak długi jak surstylus tylny wyrostek gonopodu.
Owad krainie neotropikalny, znany wyłącznie z ekwadorskiej prowincji Orellana. Miejsce typowe znajduje się nad Rio Tiputini.